# Preben Larsen
Preben Kaj Larsen (né le 7 septembre 1922 à Copenhague - mort le 12 novembre 1965 à Esbjerg) est un athlète danois, spécialiste du triple saut. 

## Biographie

### Palmarès
| Date | Compétition           | Lieu      | Résultat | Performance |
| ---- | --------------------- | --------- | -------- | ----------- |
| 1946 | Championnats d'Europe | Oslo      | 6e       | 14,65 m     |
| 1948 | Jeux olympiques       | Londres   | 4e       | 14,83 m     |
| 1950 | Championnats d'Europe | Bruxelles | 7e       | 14,35 m     |
| 1952 | Jeux olympiques       | Helsinki  | 13e      | 14,62 m     |

### Records
| Épreuve     | Performance | Lieu     | Date         |
| ----------- | ----------- | -------- | ------------ |
| Triple saut | 15,03 m     | Göteborg | 20 juin 1948 |